# Ralph Erskine
Ralph Erskine (Londres, 1914 – Drottningholm, 2005) foi um arquiteto inglês de renome internacional, que viveu uma grande parte da sua vida na Suécia.
Foi um empenhado representante da arquitetura funcionalista na Suécia e na Grã-Bretanha, com foco no papel social e na beleza da forma das suas obras.

Em 1984 foi laureado com o Prêmio Wolf. Em 1987 foi premiado com a Medalha de Ouro do RIBA.

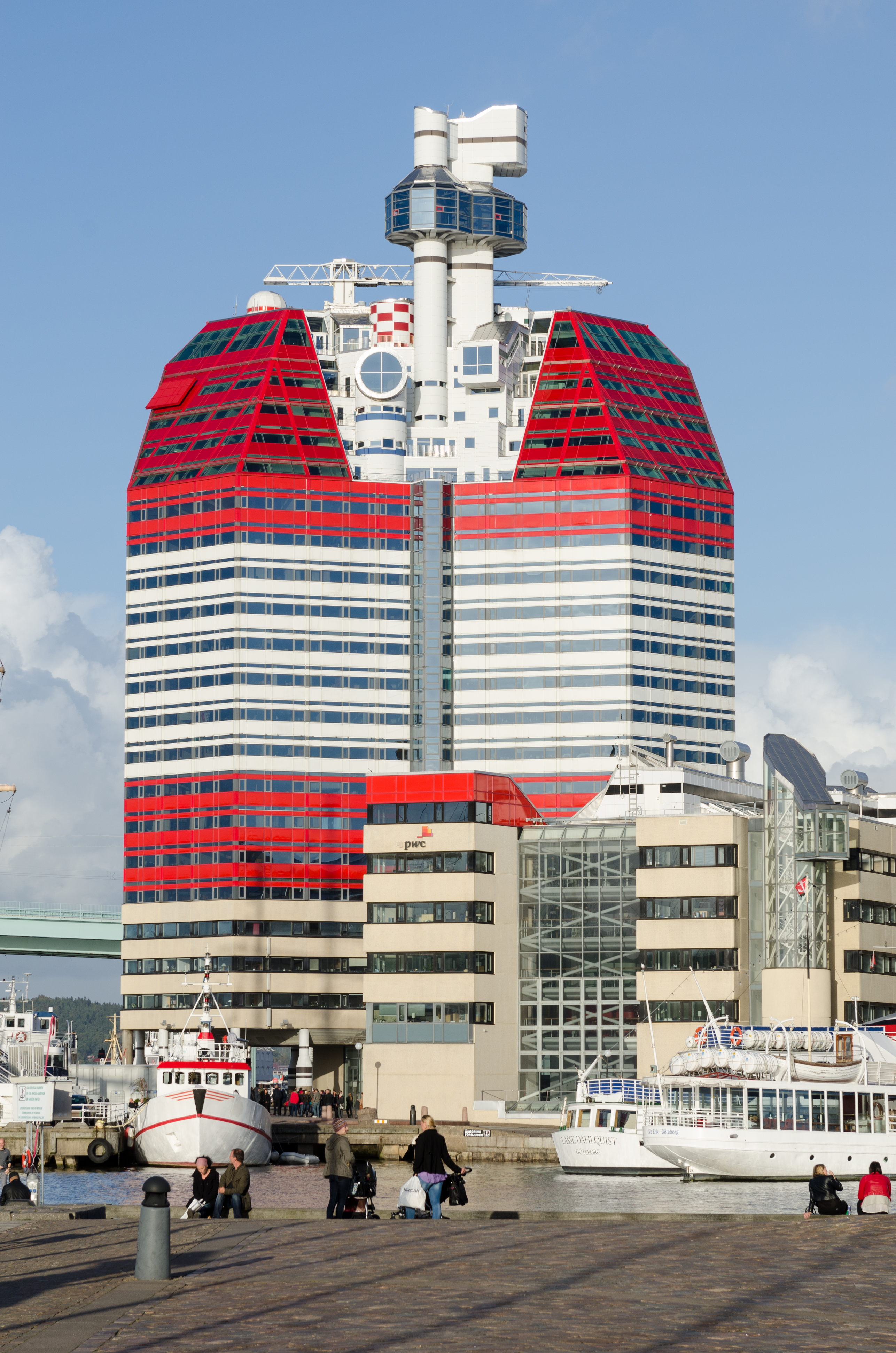
Arranha-céu Lilla Bommen, (Gotemburgo)

## Algumas obras
- Aula Magna e biblioteca da Universidade de Estocolmo
- Hotell Borgafjäll (Comuna de Dorotea)
- Quarteirão de Byker Wall, (Newcastle upon Tyne)
- Arranha-céus Lilla Bommen, (Gotemburgo)
- Quarteirão de Greenwich Millennium Village (Londres)